# Sękowo (Nowy Tomyśl)

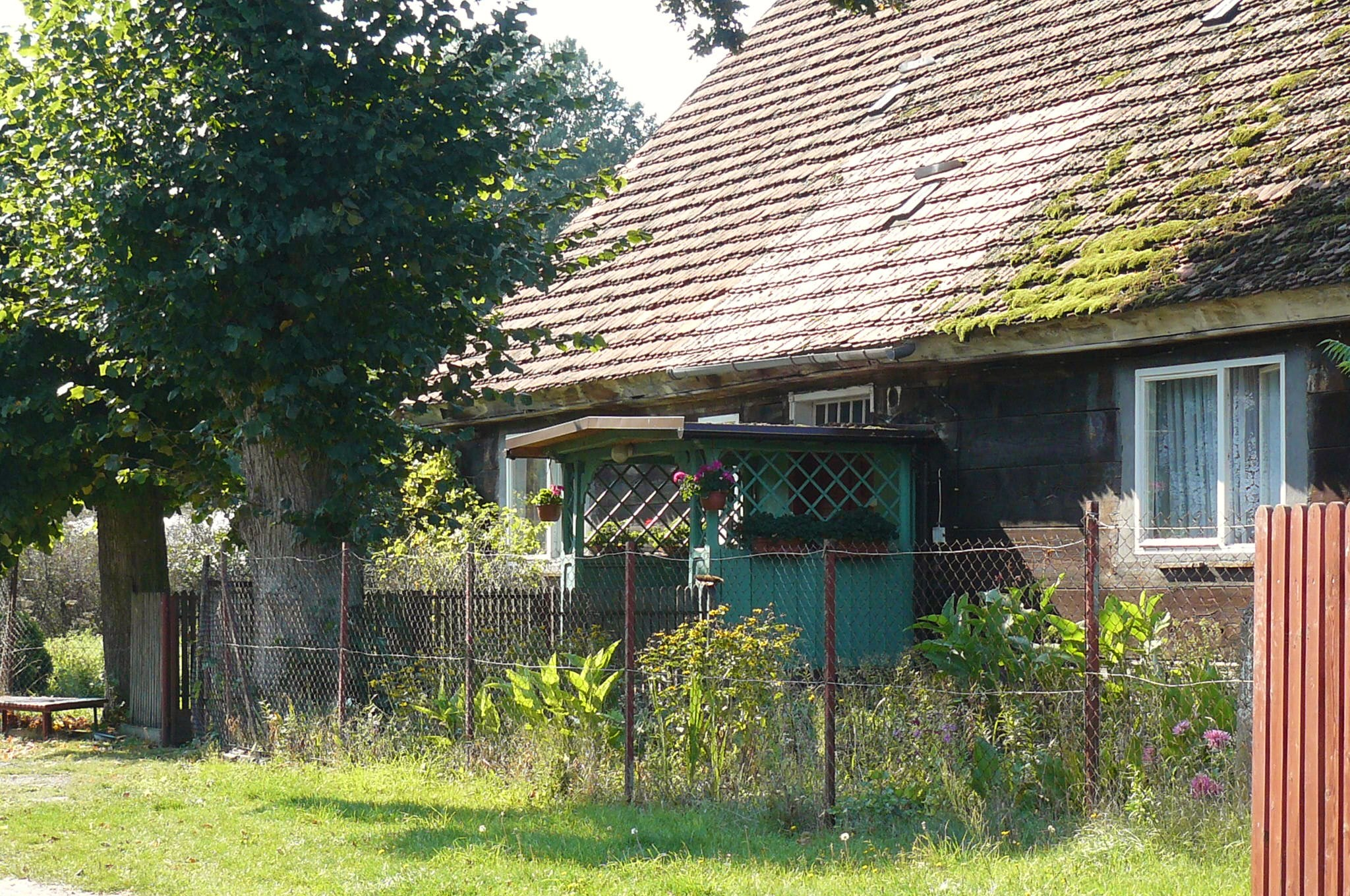
Altes Holzhaus in Sękowo

Sękowo (deutsch: Zinskowo, bis 1919 und 1939 bis 1945: Friedenwalde) ist ein Dorf in der Woiwodschaft Großpolen, im Powiat Nowotomyski, in der Gmina Nowy Tomyśl. Der Ort liegt 3 Kilometer westlich von Nowy Tomyśl und 58 Kilometer westlich von Posen. Sękowo wurde 1692 gegründet und ist die älteste hauländische Siedlung im Landkreis Nowy Tomyśl. Bei der Volkszählung im Jahre 1921 hatte Sękowo 76 Wohnhäuser mit 467 Bewohnern, davon 429 Deutschen und 38 Polen.